# 翰布羅夫人
翰布羅夫人（英語：Lady Hambro，1933年12月4日—2017年3月27日），原名崔莉·費莉西蒂·哈金斯（Cherry Felicity Huggins），是一名英國記者，於1960年代的流行文化風潮「搖擺倫敦」（Swinging London）扮演了重要角色，當時她在《时尚》和《Queen》等雜誌上工作，為《每日电讯报》（The Daily Telegraph）在週末出刊的全彩印刷雜誌的第一位時尚領域編輯者。在她的青春時期，她因熱愛飛機、賽車、快艇和身手矯健的男人而聞名。她後來成為了銀行家翰布羅男爵（Lord Hambro）的第二任妻子。

## 早年生活
崔莉·哈金斯於1993年12月4日出生於馬來西亞檳城，為約翰·哈金斯爵士（英文：Sir John Huggins，1891-1971）與茉莉·哈金斯（née Gren）夫婦之女，家中三女排行第二。父親約翰·哈金斯爵士（1891-1971）是名英籍的檳城殖民地管理者，並隨後至千里達任職；曾於1943-51年擔任牙買加總督。崔莉·哈金斯於英國布萊頓羅汀女子學校接受中學教育，隨後至紐約就讀女子進修學院，17歲時進入倫敦皇家藝術學院就讀，並以第二名的優異成績畢業。諾爾·寇威爾（Noël Coward）曾在哈金斯一家人位於牙買加的白金漢宮時拜訪，寫了一首關於崔莉·哈金斯的詩：
| Now Little Cherry Huggins was a glamorous soubrette       |
| And everyone adored her from the vicar to the vet         |
| She seemed to try with eagerness to pass her school exam, |
| But everyone realised she didn't give a damn              |

| 小崔莉·哈金斯現在是個充滿魅力的妞兒 |
| 從牧師到獸醫沒有一人都不愛慕她      |
| 她看起來十分的渴望能夠通過學校考試  |
| 但大家意識到她根本不在乎啊          |

## 追求極速快感
哈金斯於1955年在沃金（Woking）薩里郡（英語：Surrey）附近的費拉克斯航空俱樂部（Fairoaks Aero Club）學習飛行，於1955年首次單獨飛行。她還擁有賽車和快艇，在1957年拒絕了賽車手麥克·霍索恩（Mike Hawthorn）的求婚，而霍索恩在1959年逝於駛離賽道的車禍事故。在1960年，她與她的飛行教練彼得·特溫斯（Peter Twiss）結婚，特溫斯打破了世界空速紀錄，作為第一個飛行超過每小時1000英里的人。他共有五任妻子，哈金斯是他第三任妻子 ，他們生有一位女兒米蘭達·特溫絲（Miranda Twiss）是位作家，出生於1961年。但是他們不久後離婚了。在1963年，他們一同參加每日快報（Daily Express）從考斯（Cowes）到托基（Torquay）的國際海上摩托艇競速。

## 職業生涯
哈金斯早年曾接觸過很多種職業，包含時尚模特兒、電視播報員和舞台總監。在BBC工作時她曾被節目單位要求現場演唱歌曲「Frankie and Johnny」以填補節目的空檔，但這件事情似乎以失敗收場，因此丟了工作。她曾以藝名Cherry Hunter在1953年和小道格拉斯·範朋克（Douglas Fairbanks Jr.）共同演出其電視連續劇Rheingold Theatre。
在1950年代中期她開始投入《Vogue》雜誌的工作，往返於倫敦與紐約，並在大約1960年加入 《Queen》雜誌，雜誌創辦人Jocelyn Steve為她取了一個綽號，戲稱她為「推土機」。隨後她轉職到週末電報（The Daily Telegraph所新創立的彩色星期六週刊），成為第一位時尚領域的編輯。她說：「時尚一直以來都很平淡無味，直到二戰後，突然之間所有的女性就性解放了。我們知道該如何利用我們的身形，我們想透過時尚表達自由。」
哈金斯認識活躍於1960年代「搖擺倫敦」的重要攝影師，例如：大衛·貝里（David Bailey）、赫爾穆特·紐頓（Helmut Newton）和諾曼·帕金森（Norman Parkinson），並安排在充滿異國情調的地點進行攝影（如格陵兰和外蒙古）。她曾在Salvador Dalí位於西班牙卡達克斯海岸的別墅拍攝身穿巴黎世家的阿曼達·利爾 （Amanda Lear，超現實主義畫家Salvador Dalí的謬思女神），並在攝影時決定將汽油倒入海面並在上頭點火。

## 晚年生活
她成為查爾斯·翰布羅（Charles Hambro）的第二任妻子後，在1976年退休。 她丈夫翰布羅是位銀行家，是其家族企業翰布羅斯銀行的總裁。當她的丈夫在1994年獲勳為翰布羅男爵時，她成為了翰布羅夫人。她致力於支持她的丈夫，她舉辦射擊派對、去旅行，於她丈夫在格洛斯特郡（Gloucestershire）的迪克斯頓莊園（Dixton Manor）中舉辦晚宴。她的丈夫於2002年去世。翰布羅夫人於2017年3月27日去世。她比自己的幾位子女都還要長壽，包含她首任婚姻所生下的女兒米蘭達·特溫絲（Miranda Twiss）以及首任婚姻丈夫那邊的繼任子女。

## 外部連結
- The Cowes-Torquay – The Wood & Glass Years 1961 to 1970. （页面存档备份，存于）

1. 1 2 3 4 5 6 7 8 9 10 11  . 2017-04-25  [2017-04-29]. （原始内容存档于2018-06-19）.
2. 1 2 3 4 5 6 7 8 9  . 2017-04-14  [2017-04-29]. （原始内容存档于2019-03-08）.
3. ↑  . 2011-09-02: 62.